# Geodetka
 Geodétka je tudi ženska, ki se ukvarja z geodezijo (glej geodet).
Geodétka (tudi redkeje geodetska črta) je v matematiki posplošitev pojma premice za »ukrivljene prostore«. Definicija geodetke je odvisna od vrste »ukrivljenega prostora«. Če ima prostor naravno metriko, potem so geodetke (lokalno) najkrajše razdalje med točkami v prostoru.
Izraz »geodetka« izhaja iz geodezije, fizičnogeografske vede o merjenju velikosti in določitvi oblike Zemlje. V izvornem pomenu je bila geodetka najkrajša pot med dvema točkama na Zemljinem površju, oziroma odsek na velikem krogu.